# Paul Konerko

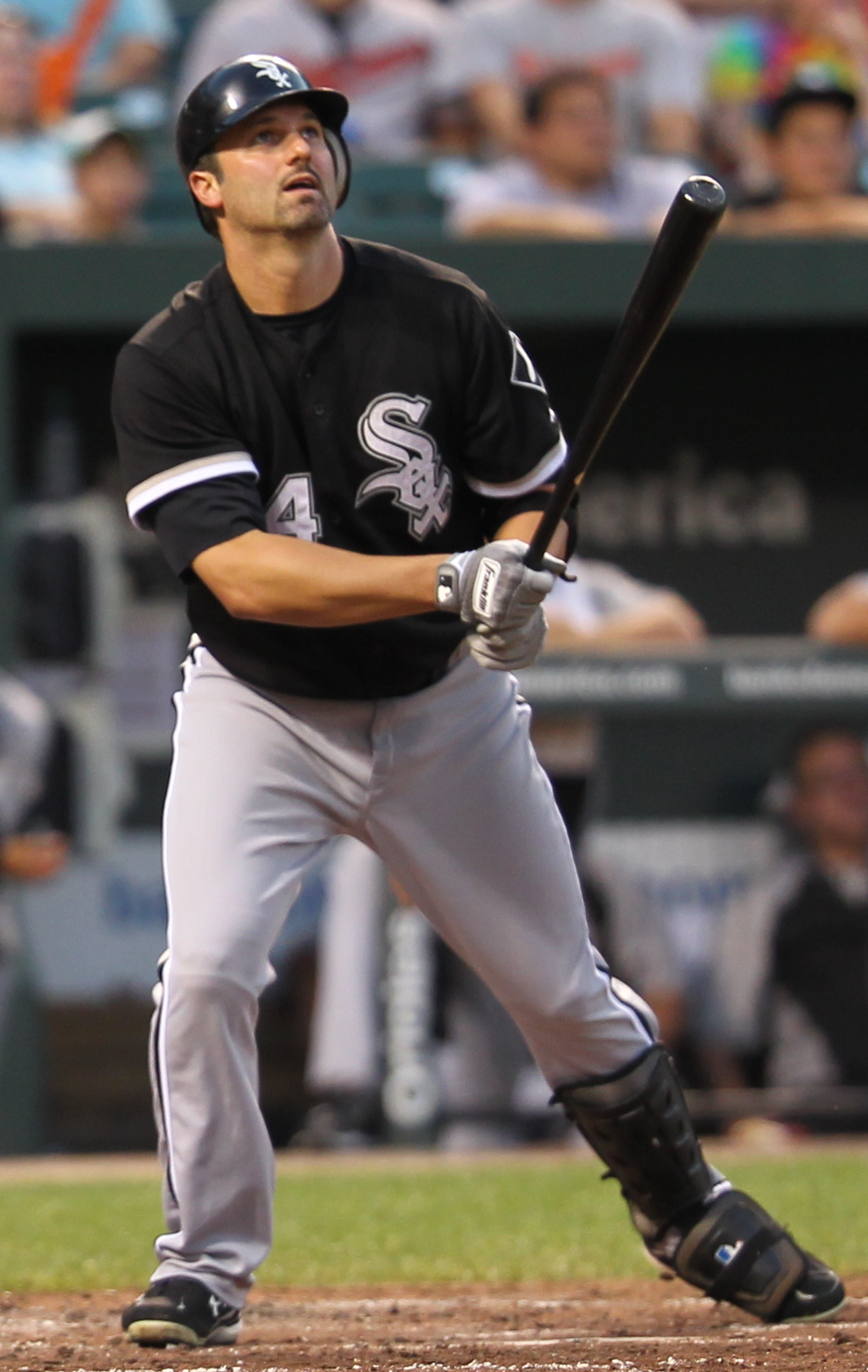
Paul Konerko, 2011.

Paul Henry Konerko, född 5 mars 1976 i Providence i Rhode Island, är en amerikansk före detta professionell basebollspelare som spelade som förstabasman för Los Angeles Dodgers, Cincinnati Reds och Chicago White Sox i Major League Baseball (MLB) mellan 1997 och 2014.
Han draftades av Los Angeles Dodgers i 1994 års MLB-draft.
Konerko vann World Series med Chicago White Sox för 2005 års säsong. Han fick också sitt tröjnummer #14 pensionerad av dem den 23 maj 2015.